# Kardos Gábor (színművész)
Kardos Gábor (1942. július 31. – 2008. január 11.) magyar színművész, szinkronszínész.

## Életpályája
1942-ben született. 1961–1965 között a Színház- és Filmművészeti Főiskola hallgatója volt.
Ismert, sokat foglalkoztatott szinkronszínész volt. Regisztrált munkáinak számaː 618 szinkronszerep.

## Filmes és televíziós szerepei
- Szép halál volt (2002)
- Macskamesék (2001; tervezett) – Kemény kandúr (hang)
- Antigoné (1965)